# Aurora Venturini
Aurora Venturini (La Plata, Buenos Aires, Argentina; 20 de desembre de 1921 - 24 de novembre de 2015) va ser una novel·lista, contista, poeta, traductora i assagista argentina.
Es va graduar en filosofia i ciències de l'educació a la Universitat Nacional de la Plata. Va ser assessora a l'Institut de Psicologia i Reeducació del Menor, on va conèixer Eva Perón, de qui va ser amiga íntima i amb qui va treballar.
El 1948, va rebre de mans de Jorge Luis Borges el Premi Iniciación, per El solitario. Va formar part de les Ediciones del Bosque de la Plata, al costat de María Dhialma Tiberti i uns altres grans escriptors d'aquesta ciutat.
Va estudiar psicologia a la Universitat de París, ciutat en la qual s'autoexilià durant 25 anys després de la Revolució Alliberadora. A París, va viure en companyia de Violette Leduc i va travar amistat amb Jean-Paul Sartre, Simone de Beauvoir, Albert Camus, Eugène Ionesco i Juliette Gréco; a Sicília va freqüentar l'amistat de Salvatore Quasimodo. Va estar casada amb l'historiador Fermín Chávez. Va ser professora de filosofia a l'Escola Normal Antonio Mentruyt de Banfield.
Ha traduït i escrit treballs crítics sobre poetes com Isidore Ducasse, comte de Lautréamont, François Villon i Arthur Rimbaud, traduccions per les quals va rebre la condecoració de la Creu de Ferro atorgada pel govern francès.

## Premis i reconeixements
El 1948 va rebre el Premi Iniciación, per El solitario, el seu primer llibre de poemes, de mans de Jorge Luis Borges. L'any 1969 va rebre el Premi Domani i el Premi Pirandello de Oro per Nosotros, los Caserta El 2007, va rebre el Premi Nueva Novela, atorgat per Página/12, pel seu llibre Las Primas. Al desembre de 2010, l'edició espanyola d'aquesta obra (Ed. Caballo de Troya) va ser votada com el millor llibre en espanyol editat a Espanya durant 2009, i rebé el II Premi Otras Voces, Otros Ámbitos.

## Obres
- 1942. Versos al recuerdo
- 1948. El anticuario
- 1948. Adiós desde la muerte
- 1951. El solitario
- 1953. Peregrino del aliento
- 1955. Lamentación mayor
- 1959. El ángel del espejo
- 1959. Laúd
- 1962. La trova
- 1962. Panorama de afuera con gorriones
- 1963. La pica de la Susona; leyenda andaluza
- 1963. François Villon, raíx de iracunida; vida y pasión del juglar de Francia
- 1964. Carta a Zoraida; relatos para las tías viejas
- 1969. Pogrom del cabecita negra
- 1974. Jovita la osa
- 1974. La Plata mon amour
- 1981. Antología personal, 1940-1976
- 1988. Zingarella
- 1991. Las Marías de Los Toldos
- 1992. Nosotros, los Caserta
- 1994. Estos locos bajitos por los senderos de su educación
- 1994. Poesía gauchipolítica federal
- 1997. Hadas, brujas y señoritas
- 1997. 45 poemas paleoperonistas
- 1997. Evita, mester de amor, en col·laboració amb Fermín Chávez.
- 1998. Me moriré en París, con aguacero
- 1999. Lieder
- 2001. Alma y Sebastián
- 2001. Venid amada alma
- 2004. Racconto
- 2005. John W. Cooke
- 2006. Bruna Maura Maura Bruna
- 2008. Las primas
- 2012. El marido de mi madrastra
- 2013. Los rieles
- 2014. Eva. Alfa y Omega
- 2015. Cuentos secretos
- 2020. Las amigas